# Antiblemma brunnea
Antiblemma brunnea là một loài bướm đêm trong họ Erebidae.